# Adlan Abujewitsch Warajew
Adlan Abujewitsch Warajew (russisch Адлан Абуевич Вараев; * 2. Januar 1962 in Sadowoje, Tschetschenien; † 3. Mai 2016 in Tschetschenien) war ein sowjetischer Ringer.

## Werdegang
Adlan Warajew, ein Tschetschene aus Grosny begann 1975 im Alter von 13 Jahren mit dem Ringen. Er entwickelte sich zu einem ausgezeichneten Freistilringer und wurde, nachdem er in die Sowjetarmee eingetreten war, Mitglied des Armeesportklubs Grosny. Die Trainer, die ihm im Laufe seiner Karriere betreuten waren Abdulwahid Warajew, Magomed Daghilow, Aslanbeg Dsgoew, Degu Bagaew und Boris Basaew. Seinen Einstand auf der internationalen Ringermatte gab er mit dem Titelgewinn bei den Junioren-Europameisterschaften 1982 in Leipzig im Leichtgewicht.
1986 wurde er in Athen auch Europameister bei den Senioren im Weltergewicht und gewann im gleichen Jahr in Budapest den Vizeweltmeistertitel im Weltergewicht. Dabei unterlag er im Finale dem überragenden Kubaner Raul Cascaret Fonseca nach Punkten.
1987 war für Adlan ein außergewöhnlich erfolgreiches Jahr. Zunächst wurde er im Frühjahr in Tampere Europameister und dann im Herbst in Clermont-Ferrand auch Weltmeister im Weltergewicht. Bei der Weltmeisterschaft gelangen ihm dabei bemerkenswerte Siege über Raul Cascaret und dem US-amerikanischen Olympiasieger von 1984 David Schultz.
Im Olympiajahr 1988 gewann er in Manchester in überlegenem Stil seinen dritten EM-Titel, unterlag aber im Finale bei den Olympischen Spielen in Seoul überraschend dem exploven US-Amerikaner Kenneth Monday mit 2:5 Punkten und gewann so nur die Silbermedaille.
Nach diesen Olympischen Spielen beendete Adlan Warajew seine Ringerlaufbahn und absolvierte eine Trainerausbildung. Er war danach lange Jahre Trainer der russischen Freistil-Nationalstaffel und ist jetzt Vizepräsident des russischen Ringerverbandes.
Warajew starb wahrscheinlich am 3. Mai 2016, als er beim Versuch ein Foto zu machen aus großer Höhe in einen Fluss stürzte. Sein Körper konnte trotz einer großangelegten Suche erst nicht gefunden werden. 16 Tage nach seinem Verschwinden fand man seinen Körper am 19. Juni 2016.

## Internationale Erfolge
(OS = Olympische Spiele, WM = Weltmeisterschaft, EM = Europameisterschaft, F = Freistil, Le = Leichtgewicht, We = Weltergewicht, damals bis 68 kg bzw. 74 kg Körpergewicht)
- 1982, 1. Platz, EM in Leipzig, F, Le, vor Laszlo Gherghely, Rumänien und Simon Schterew, Bulgarien;
- 1986, 2. Platz, EM in Athen, F, We, vor Claudiu Tămăduianu, Rumänien, Kamen Vesselinow, Bulgarien, Istvan Gulyas, Ungarn, Benno Bendet, Frankreich und Pekka Rauhala, Finnland;
- 1986, 2. Platz, WM in Bukarest, F, We, hinter Raul Cascaret Fonseca, Kuba und vor David Schultz, USA, Luuzangiin Ehkhbayan, Mongolei, Claudiu Tămăduianu und Yoon Kyung-Jae, Korea;
- 1987, 1. Platz, EM in Tampere, F, We, vor Pekka Rauhala, Fewzi Seker, Türkei, Kamen Vesselinow, Uwe Westendorf, DDR und Šaban Sejdi, Jugoslawien;
- 1987, 1. Platz, WM in Clermont-Ferrand, F, We, vor David Schultz, Uew Westendorf, Yoon Kyung-Jae, Raul Cascaret und Fewzi Seker;
- 1988, 4. Platz, FILA-Grand-Prix-Turnier, F, We, hinter János Nagy, Ungarn, Rahmat Sukra, Bulgarien und Fewzi Seker;
- 1988, 1. Platz, EM in Manchester, F, We, vor Pekka Rauhala, Rahmat Sukra, Janos Nagy, Šaban Sejdi und Claudiu Tămăduianu;
- 1988, Silbermedaille, OS in Seoul, F, We, hinter Kenneth Monday, USA und vor Rahmat Sukra, Luuzangiin Ehkhbayan, Pekka Rauhala und Ayatollah Vogazari, Iran